# Première Nation de Fort McKay
Pour les articles homonymes, voir Fort McKay (homonymie).

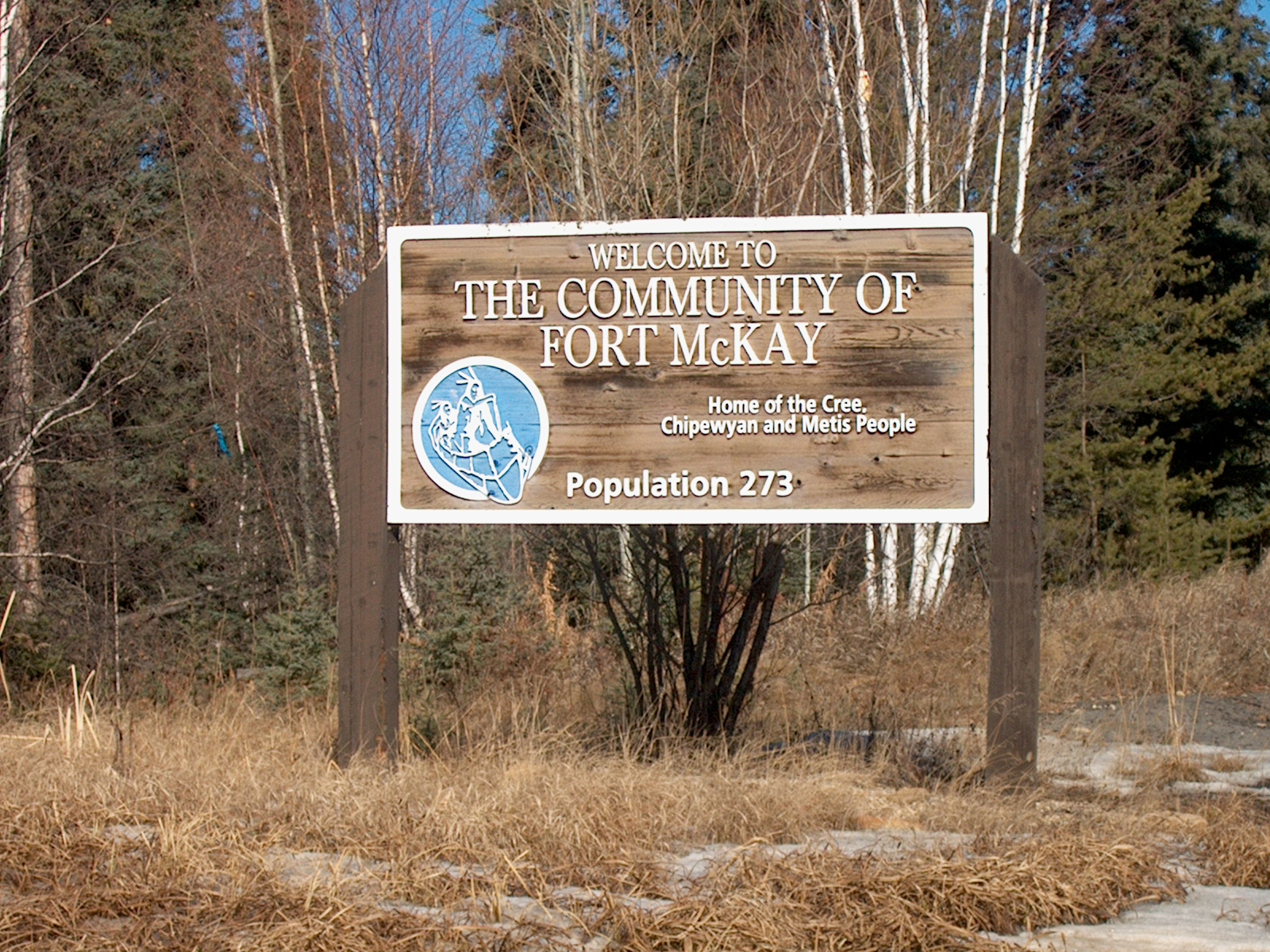
Panneau de bienvenue à Fort McKay

La Première Nation de Fort McKay est une bande indienne de l'Alberta au Canada. Elle possède cinq réserves et a une population totale inscrite de 851 membres. Elle fait partie du conseil tribal Athabasca Tribal Council Limited et est signataire du Traité 8.

## Démographie
En août 2016, la Première Nation de Fort McKay avait une population totale inscrite de 851 membres dont 50,4 % vivaient hors réserve. Selon le recensement de 2011, sur une population totale de 565 personnes, 99,1 % connaissent l'anglais, 45,1 % connaissent une langue autochtone et 1,8 % connaissent le français. 26,5 % de la population ont une langue autochtone encore comprise en tant que langue maternelle et 31,9 % parlent une langue autochtone à la maison.

## Géographie
La Première Nation de Fort McKay possède cinq réserves, toutes situées en Alberta, dont la plus populeuse est Fort McKay 174,. La ville importante située la plus près de la Première Nation est Fort McMurray.
| Nom officiel     | Superficie (ha) | Emplacement                                                                 |
| ---------------- | --------------- | --------------------------------------------------------------------------- |
| Fort McKay 174   | 3 106,7         |                                                                             |
| Fort McKay 174C  | 3 381,4         |                                                                             |
| Fort McKay 174D  | 660,8           |                                                                             |
| Namur Lake 174B  | 3 122,2         | à 105 km au nord-ouest de Fort McMurray                                     |
| Namur River 174A | 4 614,9         | sur la rive est de la rivière Namur à 168 km au nord-ouest de Fort McMurray |

## Gouvernement
La Première Nation de Fort McKay est gouvernée par un conseil de bande élu selon un système électoral selon la coutume basé sur la section 10 de la Loi sur les Indiens. Pour le mandat de 2015 à 2019, ce conseil est composé du chef Jim Boucher et de quatre conseillers. La bande est affiliée au conseil tribal Athabasca Tribal Council Limited.